# Prescon
Prescon este un grup de firme din Brașov, deținut de omul de afaceri Ioan Neculaie și înființat în anul 1990.
Prescon este un jucător important în industria materialelor de construcții, în special cu stații de betoane, capacități de producție de prefabricate, prin Prefa SA, și var, prin fabrica de la Stejăriș.
Grupul cuprinde mai multe firme din sectorul materialelor de construcții, al transporturilor rutiere sau industria hotelieră (hotelul de patru stele Piatra Mare din Poiana Brașov).
Din grup mai face parte și producătorul de camioane Roman Brașov.
Cifra de afaceri:
- 2005: 100 milioane euro[1]
- 2004: 100 milioane euro[1]

Cifra de afaceri a firmei Prescon, parte a grupului Prescon:
| Anul          | 2009 | 2008 |
| ------------- | ---- | ---- |
| milioane euro | 1,6  | 13   |